# Dans les pas de Byron et Tolstoï

Dans les pas de Byron et Tolstoï : du lac Léman à l'Oberland Bernois est un carnet de voyage de l'écrivain Mikhaïl Chichkine paru en 2004.
Dans cet ouvrage, l'auteur parcourt le chemin que Lord Byron et Léon Tolstoï ont parcouru eux-mêmes au même âge (28 ans). C'est un périple à la fois géographique et littéraire en Suisse et dans l'œuvre des deux grands écrivains. Dans ce carnet de voyage, l'auteur médite sur ses prédécesseurs, mais aussi sur sa propre production littéraire.  